# 5672 Libby
Az 5672 Libby (ideiglenes jelöléssel 1986 EE2) a Naprendszer kisbolygóövében található aszteroida. Edward L. G. Bowell fedezte fel 1986. március 6-án.